# Skalička (okres Brno-venkov)
Skalička je obec v okrese Brno-venkov v Jihomoravském kraji. Rozkládá se v Boskovické brázdě, přibližně 7 kilometrů východně od Tišnova, v katastrálním území Skalička u Tišnova. Žije zde 166 obyvatel.

## Historie
První písemná zmínka o obci pochází z roku 1349. Od roku 1850 do 80. let 19. století byla Skalička součástí Nuzířova, od 50. let 20. století do roku 1971 patřila k Všechovicím.

## Obyvatelstvo
| Rok            | 1869 | 1880 | 1890 | 1900 | 1910 | 1921 | 1930 | 1950 | 1961 | 1970 | 1980 | 1991 | 2001 | 2011 | 2021 |
| -------------- | ---- | ---- | ---- | ---- | ---- | ---- | ---- | ---- | ---- | ---- | ---- | ---- | ---- | ---- | ---- |
| Počet obyvatel | 164  | 186  | 194  | 187  | 193  | 193  | 195  | 162  | 167  | 140  | 131  | 93   | 89   | 130  | 170  |
| Počet domů     | 25   | 26   | 26   | 30   | 31   | 33   | 36   | 42   | 40   | 39   | 36   | 40   | 42   | 54   | 66   |

Vývoj počtu obyvatel

## Pamětihodnosti
- Kaple svatého Václava
- Partyzánský památník
- Žandovský mlýn

## Galerie

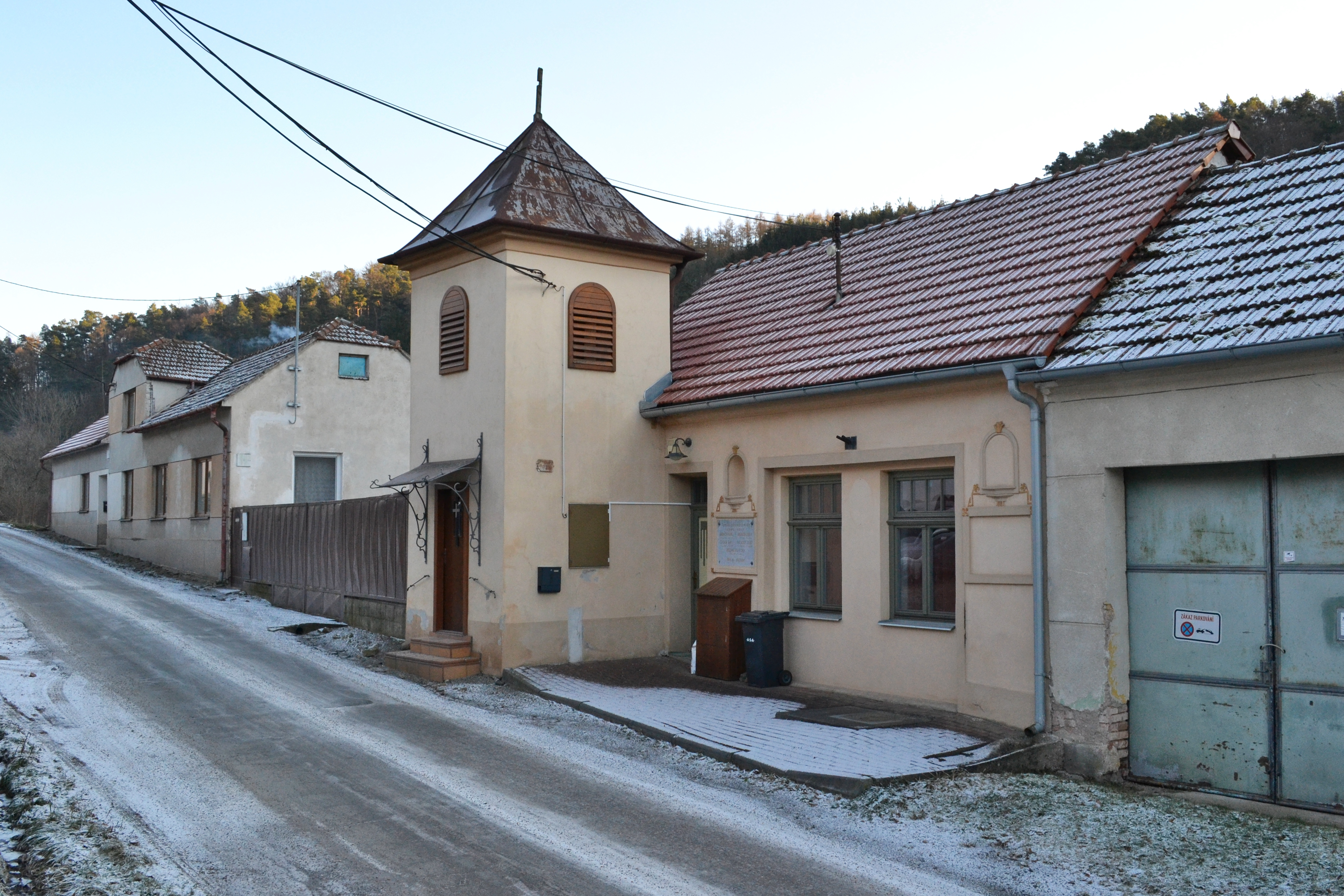
Kaple a bývalý obecní úřad
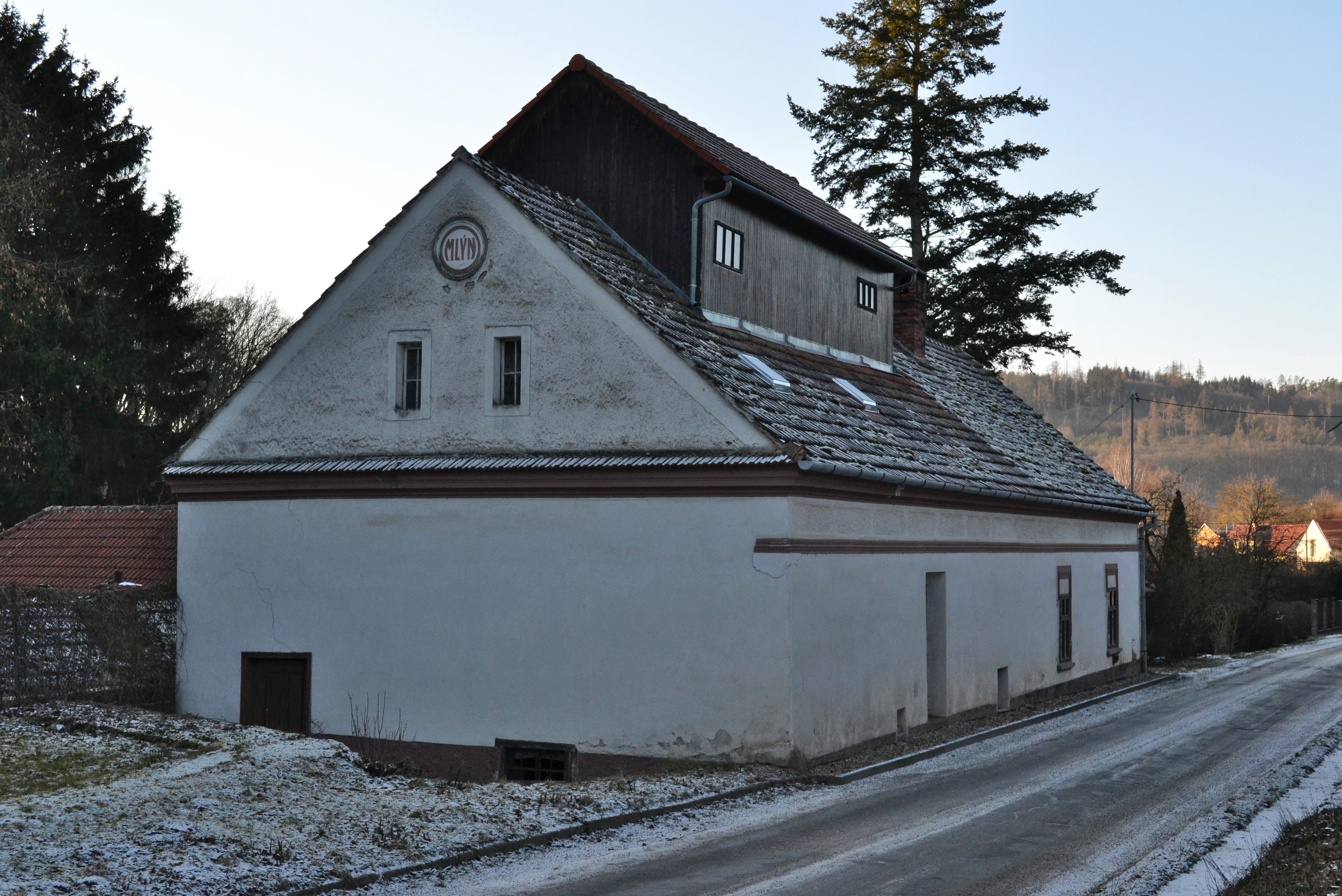
Žandovský mlýn
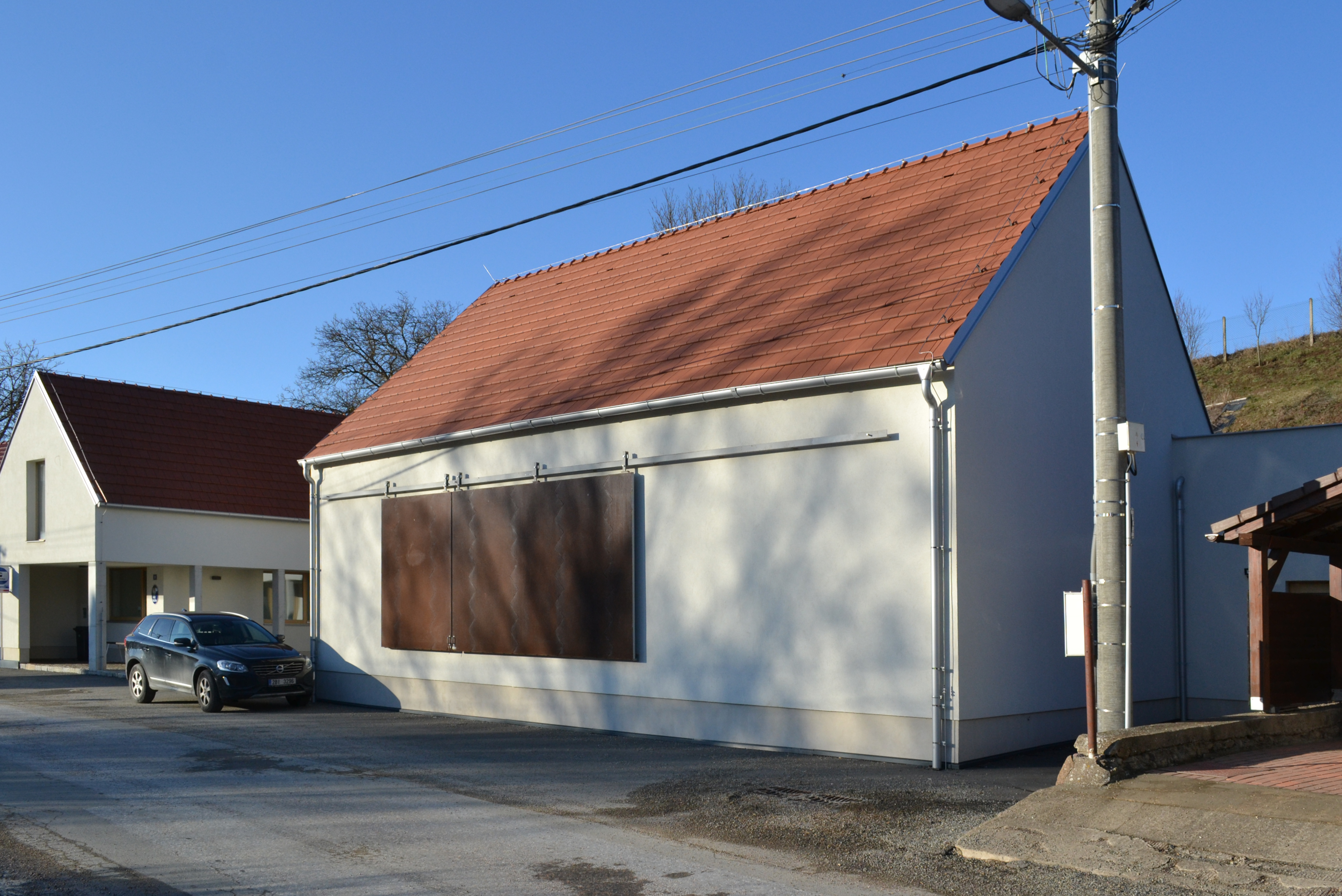
Společenský sál
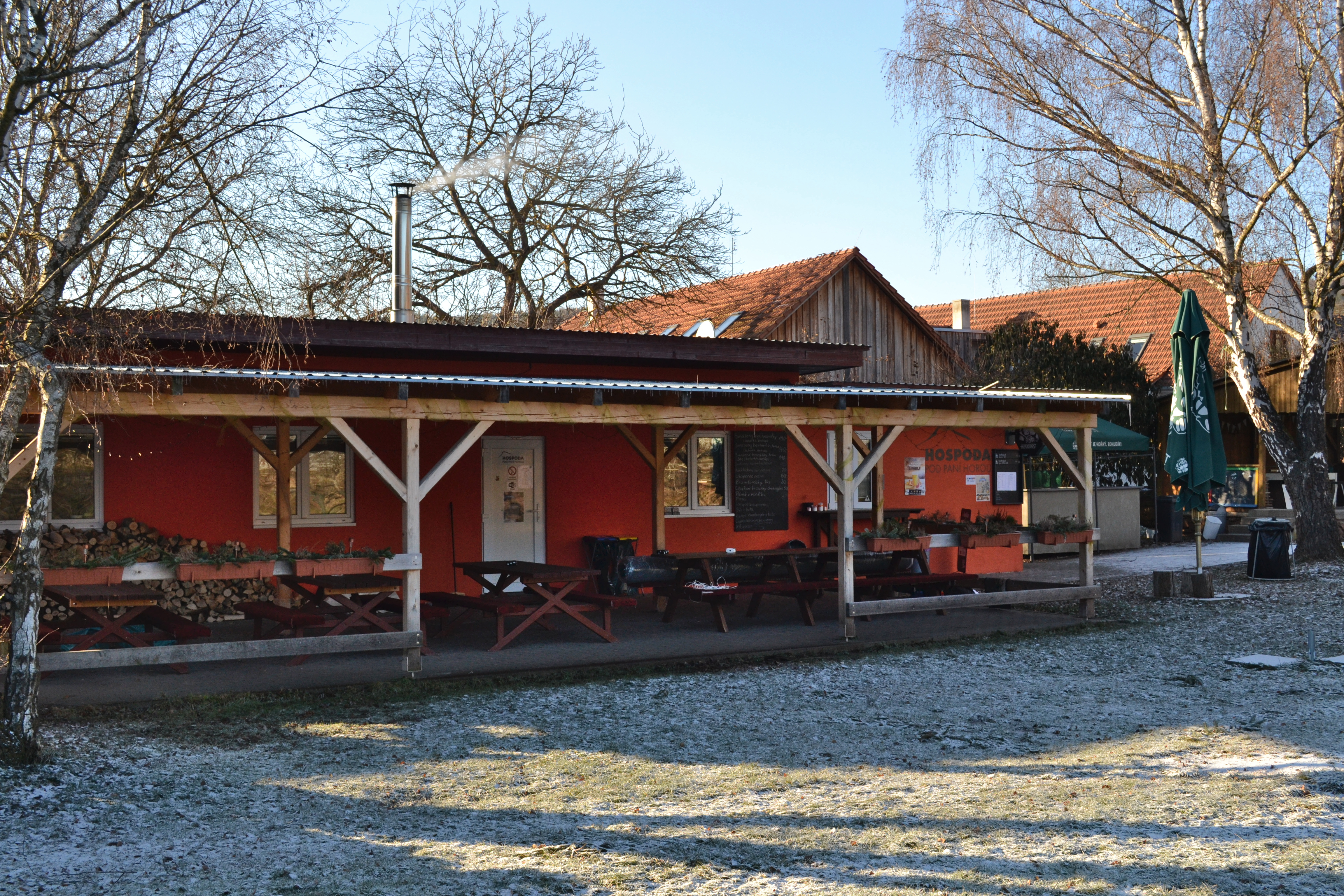
Hospoda